# Покрышев, Пётр Афанасьевич
Пётр Афана́сьевич По́крышев (24 августа 1914, Голая Пристань, Таврическая губерния — 22 августа 1967, Ленинград) — советский военнослужащий, участник Великой Отечественной войны, лётчик-ас, дважды Герой Советского Союза, генерал-майор авиации.

## Биография
Родился 24 августа 1914 года в селе Голая Пристань в семье крестьянина.
Окончил школу ФЗУ. Учился в планёрном кружке, в 1931 году окончил курсы Харьковского аэроклуба Осоавиахима. В РККА с 1934 года. Окончил Одесскую военную школу пилотов в 1935 году. Участник советско-финской войны 1939—1940 годов. Сбил два самолёта противника — один из них в первом же бою, 18 декабря 1939 года; в том же бою был подбит сам, но сумел посадить самолёт. Член КПСС с 1941 года.
На фронтах Великой Отечественной войны с июня 1941 года. Первый свой самолёт на этой войне сбил 29 июня 1941 года. Командир эскадрильи 154-го истребительного авиационного полка (ВВС 8-й армии, Ленинградский фронт) капитан Покрышев к июлю 1942 года совершил 211 боевых вылетов, в 38 воздушных боях сбил лично 11 и в группе 7 самолётов противника. Летал на разных типах самолётов И-16, P-40 Warhawk Tomahawk (Kittyhawk), Ла-5, Як-9.
Звание Героя Советского Союза присвоено 10 февраля 1943 года.
Второй медалью «Золотая Звезда» командир 159-го истребительного авиационного полка (275-я истребительная авиационная дивизия, 13-я воздушная армия, Ленинградский фронт) майор Покрышев награждён 24 августа 1943 года за 282 боевых вылета, участие в 50 воздушных боях и 22 сбитых лично и 7 в группе вражеских самолётов.

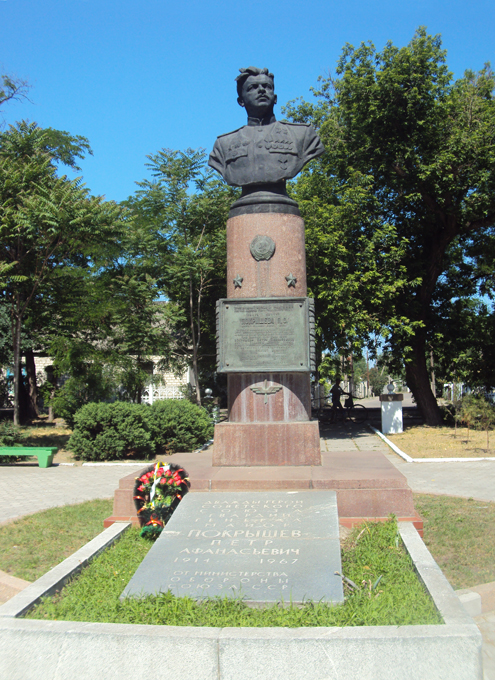
Бюст П. А. Покрышева в г. Голая Пристань

В августе 1943 года Покрышев, тренируя молодого лётчика, попал в аварию и повредил ноги. 18 ноября того же года авиаконструктор Александр Яковлев вручил лётчику самолёт Як-9 построенный на полученную им Сталинскую премию 150 000 рублей и специально приспособленный, чтобы им мог управлять Покрышев.
В 1954 году окончил Военно-воздушную академию (Монино). Был назначен командиром Беломорского корпуса ПВО Северного военного округа. Освоил несколько типов боевых реактивных самолётов. В 1956 году присвоено воинское звание генерал-майор авиации.
С 1961 года генерал-майор Покрышев — в отставке. Работал начальником Ленинградского аэропорта. Депутат Верховного Совета СССР 3-го созыва.
Утонул 22 августа 1967 года в Ленинграде. Похоронен в Голой Пристани.
Его скульптурный портрет создал Николай Томский.

## Список воздушных побед
| Список воздушных побед П. А. Покрышева | Список воздушных побед П. А. Покрышева | Список воздушных побед П. А. Покрышева | Список воздушных побед П. А. Покрышева |
| № п/п                                  | Дата победы                            | Тип самолёта                           | Место победы                           |
| -------------------------------------- | -------------------------------------- | -------------------------------------- | -------------------------------------- |
| **                                     | 29.06.1941                             | Хе-111                                 | ст. Черская                            |
| 1                                      | 03.07.1941                             | Ю-88                                   | Минино                                 |
| 2                                      | 20.07.1941                             | Ме-110                                 | Ропша                                  |
| 3                                      | 17.12.1941                             | Ме-109                                 | Маяк (Ладожское оз.)                   |
| 4                                      | 17.02.1942                             | Хе-113                                 | Погостье — Бараки                      |
| **                                     | 20.03.1942                             | Ме-109                                 | вост. Погостье                         |
| **                                     | 22.03.1942                             | Ю-88                                   | Виняголово — Кондуя                    |
| 5                                      | 28.03.1942                             | Ме-109                                 | юго-вост. Дубовик                      |
| **                                     | 01.04.1942                             | Ю-88                                   | вост. Кордыня                          |
| 6                                      | 01.04.1942                             | Ю-88                                   | вост. Кордыня                          |
| **                                     | 01.04.1942                             | Ю-88                                   | сев.-вост. Кордыня                     |
| **                                     | 04.04.1942                             | Хш-126                                 | юж. Малиновка                          |
| 7                                      | 05.04.1942                             | Ме-109                                 | Смердыня                               |
| 8                                      | 30.06.1942                             | Ме-109                                 | юго-зап. Волховстрой                   |
| **                                     | 30.06.1942                             | Ме-109                                 | юго-зап. Морозово                      |
| 9                                      | 30.08.1942                             | Ме-109                                 | Куровицы — Вырица                      |
| 10                                     | 01.09.1942                             | Ме-109                                 | Шум — Войбакало                        |
| 11                                     | 02.09.1942                             | Ю-88                                   | Залесье — Хотовское                    |
| 12                                     | 02.09.1942                             | Ю-88                                   | Чернецкое — Твердово                   |
| 13                                     | 11.09.1942                             | Ме-109                                 | сев.-зап. Синявино                     |
| 14                                     | 11.09.1942                             | Ме-109                                 | сев.-зап. Синявино                     |
| 15                                     | 31.10.1942                             | Ме-109                                 | зап. Кобона                            |
| 16                                     | 09.11.1942                             | Ме-109                                 | юго-зап. ст. Новый Быт                 |
| 17                                     | 09.06.1943                             | ФВ-190                                 | Тосно                                  |
| 18                                     | 19.06.1943                             | Ю-88                                   | Ленинградская обл.                     |
| 19                                     | 19.06.1943                             | ФВ-190                                 | Ленинградская обл.                     |

Всего воздушных побед: 22+7 (из них в оперативных документах найдено 19+7)
боевых вылетов — 282
воздушных боёв — 50
** — групповые победы

## Награды
- Дважды Герой Советского Союза: медали «Золотая Звезда» № 804 и № 12
- орден Ленина
- три ордена Красного Знамени
- орден Александра Невского
- орден Отечественной войны I степени
- два ордена Красной Звезды
- медали

## Память
- Бронзовый бюст на родине, открытый в 1950 году[3] (скульптор Н. В. Томский)[4].
- Его именем названы улицы в Донецке, Херсоне, Санкт-Петербурге, Голой Пристани.
- Покрышев является одним из главных героев романа Сергея Анисимова «Вариант „Бис“», написанного в жанре альтернативной истории.
- В честь П. А. Покрышева в 114 БрТА ВСУ Украины назван самолёт МиГ-29 9.13 № 09 (единственный МиГ-29 названный в честь реального ГСС в ВСУ Украины)[5][6][7].
- В Санкт-Петербурге, на школе рядом со зданием, в котором жил П. А. Покрышев, в 2016 году установлена памятная доска[8].
- В Санкт-Петербурге имя П. А. Покрышева носит средняя общеобразовательная школа № 84[9].
- П. А. Покрышеву посвящено стихотворение Людмилы Поповой «Утро Победы».